# Gueuze
Gueuze (ou Geuze) é um tipo de cerveja lambic, típica do sul de Flandres. Resulta da mistura de uma lambic jovem (cerca de um ano) e uma velha com cerca de dois a três anos de idade, que, posteriormente, é engarrafada para uma segunda fermentação. Uma vez que as cervejas lambic jovens não são totalmente fermentadas, contendo açúcares fermentáveis, é possível a ocorrência de uma fermentação secundária.
Como todas as cervejas Lambic, a Gueze desfruta de um sabor único que a distingue de qualquer outra cerveja.